# Вирджилио Фосати
Вирджилио Фосати (на италиански: Virgilio Fossati), роден на 12 септември 1889 г. в Милано, Италия е италиански футболист, полузащитник.
Прекарва цялата си кариера в отбора на ФК Интер, като също така е първият в историята капитан и треньор на клуба. Изиграва 97 мача с черно-синята фланелка и отбелязва 4 гола. Печели шампионата на страната през 1910 г., само две години след самото основаване на Интер.
Фосати е първият интерист облякал националната фланелка на Италия, на 15 май 1910 г. срещу Франция. За националния тим записва 12 мача, в които вкарва един гол.
Кариерата на Фосати е прекъсната от Първата Световна Война. Той загива на източния фронт през 1918 г. при битка на италианската и австрийската армии.
Неговият по-малък брат Джузепе Фосати, също запленен от футболната игра, прекарва три години в отбора на Интер, където изиграва 43 мача.
| Капитани на ФК Интер | Капитани на ФК Интер       | Капитани на ФК Интер |
| -------------------- | -------------------------- | -------------------- |
| Предшественик        | Период                     | Наследник            |
| Ернст Марктъл        | Вирджилио Фосати 1909-1915 | Ермано Аеби          |